# El Comunero
El Comunero est un groupe de rock alternatif français créé en 2008 par le chanteur guitariste Tomas Jimenez. Son répertoire comprend des compositions originales  et des reprises de chants antifascistes et révolutionnaires, en particulier des chansons de la Révolution sociale espagnole de 1936 et de la guerre civile espagnole.

## Historique
À l'origine, El Comunero est un hommage au grand-père de Tomas Jimenez, Manuel Jimenez. Le nom du groupe fait référence au surnom que portait ce dernier pendant la guerre d'Espagne : communiste, ses camarades de lutte anarchistes de la CNT l'appelaient El Comunero, ce qui pourrait se traduire par « le communard » ou « le coco ». Interné au camp de concentration d'Argelès après la Retirada, Manuel Jimenez s'en évada pour prendre part à la Résistance. 
« El Comunero » est également le titre d'une nouvelle écrite par Tomas Jimenez pour le recueil Brigadistes ! paru aux éditions du Caïman en 2016.

## Composition du groupe
Le groupe se compose de sept musiciens qui appartiennent tous à d'autres groupes de la scène alternative comme L'Air de rien (également fondé par Tomas Jimenez), Les Hurlements d'Léo, Elektric Geïsha ou Anakronic Electro Orkestra.
- Tomas Jimenez « El Comunero » : guitare, chant, percussions
- Laulo Kebous : guitare, chant
- Jojo Gallardo "El Rojo" : accordéon, trombone, ukulélé…
- Renaud Eychenne : contrebasse
- Pierre Bertaud du Chazaud : clarinette
- Max Richard : percussions, batterie
- Vincent Ruiz : guitare, bouzouki, mandoline

## Répertoire
Le répertoire du groupe se compose presque exclusivement de chants traditionnels de la guerre d'Espagne et de la Révolution sociale espagnole de 1936, actualisés et  revisités dans des sonorités issues du rock, du jazz ou des musiques latino-américaines. Parmi les titres repris figurent « El paso del Ebro » et « A las barricadas », mais aussi des chansons de lutte plus récentes comme « L'Estaca » de Lluís Llach. Dans leur répertoire est également présent une version du célèbre poème de Miguel Hernández, Rosario, dinamitera, en mémoire de la soldate Rosario Sánchez Mora.
Les chansons « El Comunero » et « Abuelo » ont été écrites et composées par Tomas Jimenez. Dans l'album Raíces y semillas, le groupe présente pour la première fois un disque où les compositions originales sont plus nombreuses que les versions ou les reprises de chants de lutte

## Discographie
Albums
- 2008 : El Comunero (chants de lutte de la République espagnole)
- 2012 : El Comunero Sigue Luchando
- 2017 : El Comunero Son de la barricada
- 2019 : El Comunero 10 años de rebeldía
- 2022 : El Comunero Raíces y semillas